# Nordic Club Championships (femminile)
Il Nordic Club Championships è una competizione pallavolistica femminile, organizzata annualmente, riservata alle squadre di club afferenti alla NEVZA.

## Albo d'oro
| Edizione         | Edizione          | Podio        | Podio          | Podio            |
| Anno             | Sede della finale | Campione     | Seconda        | Terza            |
| ---------------- | ----------------- | ------------ | -------------- | ---------------- |
| 2007-08 Dettagli | Salo              | Salon Viesti | Somero         | Koll             |
| 2008-09 Dettagli | Ängelholm         | Viesti Salo  | GMP Tallinn    | Engelholms       |
| 2009-10 Dettagli | Somero            | Engelholms   | GMP Tallinn    | Somero           |
| 2010-11 Dettagli | Ängelholm         | Engelholms   | Lindesberg     | Katrineholms VK  |
| 2011-12 Dettagli | Trondheim         | Oslo         | Stod           | Holte            |
| 2012-13 Dettagli | Holte             | Stod         | Holte          | Oslo             |
| 2013-14 Dettagli | Gislaved          | Stod         | Gislaved       | Oslo             |
| 2014-15 Dettagli | Holte             | Stod         | Engelholms     | Oslo             |
| 2015-16 Dettagli | Ängelholm         | Brøndby      | Engelholms     | Oslo             |
| 2016-17 Dettagli | Brøndby           | Holte        | Brøndby        | Amager           |
| 2017-18 Dettagli | Brøndby           | Brøndby      | Førde          | Oslo             |
| 2018-19 Dettagli | Ängelholm         | Engelholms   | Førde          | ToppVolley Norge |
| 2019-20 Dettagli | Londra            | Brøndby      | Polonia London | ToppVolley Norge |

## Palmarès per club
| Squadra      | Titolo | Edizione                  |
| ------------ | ------ | ------------------------- |
| Engelholms   | 3      | 2009-10, 2010-11, 2018-19 |
| Stod         | 3      | 2012-13, 2013-14, 2014-15 |
| Brøndby VK   | 3      | 2015-16, 2017-18, 2019-20 |
| Salon Viesti | 1      | 2007-08                   |
| Viesti Salo  | 1      | 2008-09                   |
| Oslo         | 1      | 2011-12                   |
| Holte        | 1      | 2016-17                   |

## Palmarès per nazioni
| Nazione   | Titolo |
| --------- | ------ |
| Danimarca | 4      |
| Norvegia  | 4      |
| Svezia    | 3      |
| Finlandia | 2      |